# スザンヌ・ウイリアムス
スザンヌ・ウイリアムス（ Suzanne Williams 1956年6月25日-) はオーストラリア出身の女子柔道選手。現役時代は56kg級の選手。

## 人物
1982年の世界選手権で2位になった。さらに、1984年と1987年の世界選手権でも決勝まで進むが敗れて2位にとどまったものの、1988年ソウルオリンピックでは公開競技ながらようやく優勝を成し遂げた。また、国内の選手権大会では自身の階級である56kg級の優勝のみならず、無差別でも4度の優勝を果たした。

## 主な戦績
56kg級での戦績
- 1980年 - 環太平洋柔道選手権大会　優勝(50kg級)
- 1981年 - 環太平洋柔道選手権大会　優勝
- 1981年 - イギリス国際　3位
- 1982年 - イギリス国際　優勝
- 1982年 - 世界選手権　2位
- 1983年 - 福岡国際　優勝
- 1984年 - 世界選手権　2位
- 1985年 - 福岡国際　3位
- 1987年 - 環太平洋柔道選手権大会　優勝
- 1987年 - 世界選手権　2位
- 1987年 - 福岡国際　3位
- 1988年 - ソウルオリンピック　優勝
- 1989年 - 福岡国際　3位
- 1990年 - 英連邦競技大会　2位